# 天津市滨海新区中医医院
天津市滨海新区中医医院，又称天津中医药大学第四附属医院，前身是始建于1996年的塘沽中医医院，新院区位于天津市滨海新区滨海-中关村科技园柳州东道292号。2021年6月，医院晋升为三级甲等中医医院。

## 历史沿革
天津市滨海新区中医医院前身是始建于1996年的塘沽中医医院。2003年12月31日，塘沽区人民政府决定，中建六局职工医院、新河卫生院并入塘沽区中医医院。2008年6月，塘沽肛肠医院肛肠科迁入塘沽中医医院。2011年1月26日，通过二级甲等中医医院等级评审。2014年4月，滨海新区政府与天津中医药大学正式签订合作共建协议，医院加挂“天津中医药大学第四附属医院”牌匾。2015年8月，正式更名为天津市滨海新区中医医院。